# Заповідний (Бєлгородська область)
Заповідний (рос. Заповедный) — селище у Губкінському районі Бєлгородської області Російської Федерації.
Населення становить 166  осіб. Входить до складу муніципального утворення Губкінський міський округ, Сергіївська територіальна адміністрація.

## Історія
Населений пункт розташований у східній частині української суцільної етнічної території — східній Слобожанщині.
Згідно із законом від 20 грудня 2004 року № 159 від у 2004—2007 роках органом місцевого самоврядування було Боброводворське сільське поселення.

## Населення
| 2002 | 2010 | 2011 | 2013 | 2015 | 2016 |
| ---- | ---- | ---- | ---- | ---- | ---- |
| 200  | ↘165 | ↘156 | →156 | ↗161 | ↗166 |